# Eretmosaurus
Eretmosaurus là một chi plesiosaur đã tuyệt chủng.

## Lịch sử phân loại

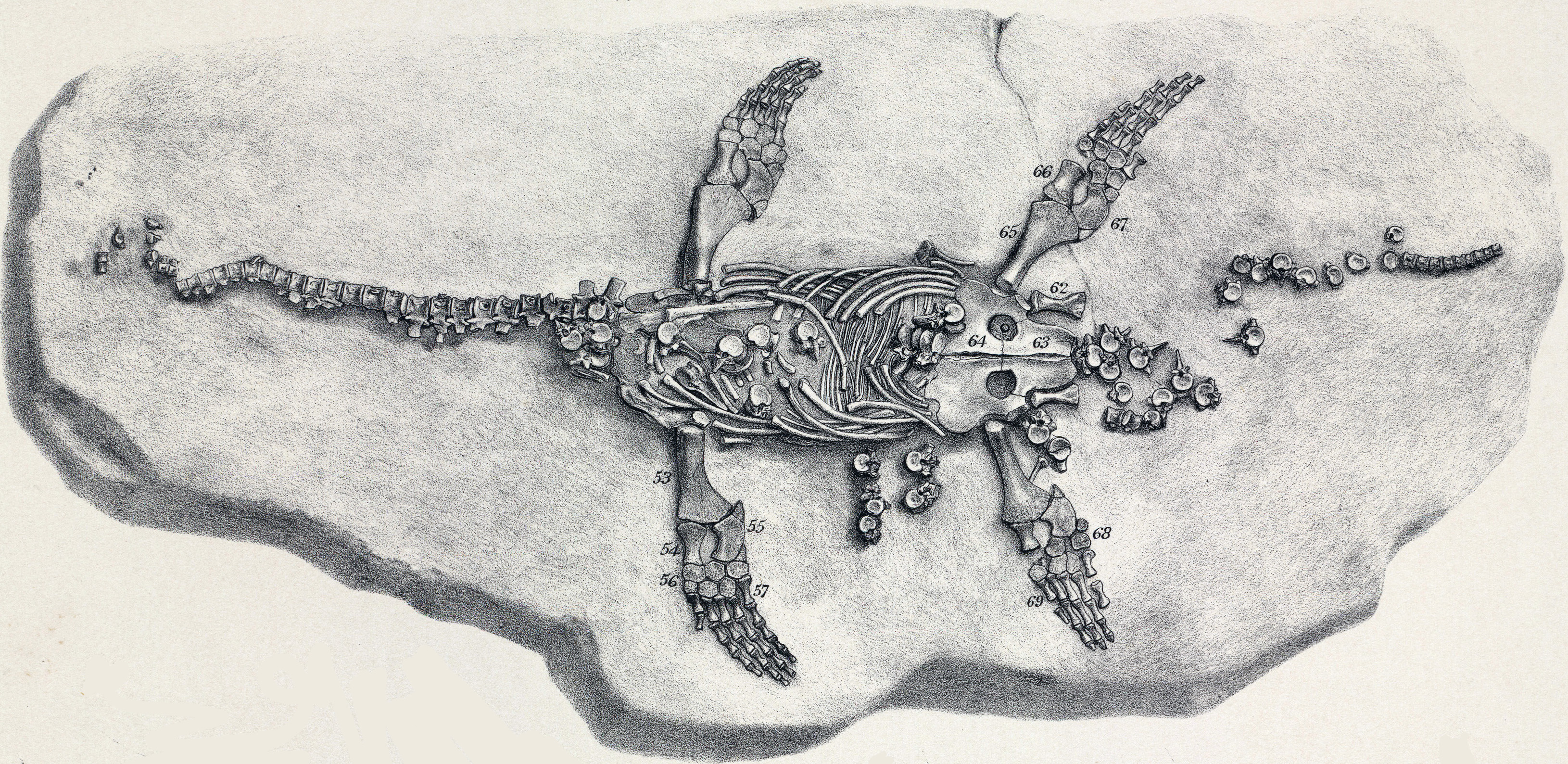
Illustration

Eretmosaurus được đặt ra bởi Harry Govier Seeley cho Plesiosaurus rugosus được phát hiện bởi Owen, năm 1840. Richard Owen đã đặt tên P. rugosus cho một số hó thạch đốt sống từ đầu kỷ Jura tại Blue Lias của Gloucestershire và tại một số địa điểm khác ở Anh. Sau đó, Owen đã mô tả một bộ xương không đầu (NHMUK 14.435) mà ông cho là P. Rugosus,  và Seeley sử dụng NHMUK 14.435 như là một cơ sở để xây dựng một chi mới cho các loài này.